# Base Aérea Cap. Juan Manuel Boiso Lanza
La Base Aérea Cap. Juan Manuel Boiso Lanza es una base aérea de la ciudad de Montevideo. En ese mismo lugar se encuentra la sede del Comando General de la Fuerza Aérea y el Estado Mayor Aéreo.

## Historia
En 1927 se conformaría como el primer aeródromo de la ciudad de Montevideo y se instalaría la entonces Escuela Militar de Aviación. Dicha base aérea se la considera hasta nuestros días, como el lugar donde se formó el ejército del aire nacional, ya que los primeros aviones como el T-6 Texan y el Curtiss Falcon se ensamblaron en los talleres de ese aeródromo, así como también se formaron los primeros pilotos del país. Es también, donde se creó el primer escuadrón de Helicópteros, el cual sería trasladado posteriormente hacia el Aeropuerto Internacional de Carrasco. 
El 9 de setiembre de 1930 la base militar y el aeródromo fueron nombrados en honor a Juan Manuel Boiso Lanza, pionero y primer mártir de la aviación nacional. 
En este lugar funcionó un centro clandestino de detención, tortura, asesinato y desaparición entre 1972 y 1985, durante la dictadura cívico-militar. En 2016 se instaló una placa conmemorativa, en el marco de lo dispuesto por los artículos 7 y 8 de la Ley N.º 18.596, para el reconocimiento y reparación a las víctimas del terrorismo de Estado en Uruguay.

## Base aérea
La base está rodeada por las avenidas de las Instrucciones,  San Martín, Pedro de Mendoza y una vía férrea, la línea Montevideo - Minas. A pesar de disponer de una pista, actualmente no posee torre de control y las operaciones aéreas son muy limitadas. En dicho predio, se encuentra el Comando General de la Fuerza Aérea, el Estado Mayor Aéreo y la Escuela de Comando. 